# Julija Nesterenko
Julija Nesterenko, (bjeloruski: Юлія Несцярэнка, Brest, Bjelorusija, 15. lipnja 1979.) je bivša bjeloruska sprinterica. Olimpijska pobjednica na 100 m iz Atene. 

## Karijera
Nesterenko je pobijedila u ženskoj utrci na 100 metara na Olimpijadi u Ateni 2004. godine s vremenom 10.93 sekunde, te je postala prva ne-crna i prva ne-američka sportašica koji je osvojila ovu utrku još od Moskve 1980. godine. Trčala je sve četiri utrke (dvije kvalifikacijske runde, polufinale i finale) ispod 11 sekundi, te je postala jedna od najvećih senzacija na Olimpijskim igrama u Ateni.
Nakon Olimpijskih igara u Ateni imala je gotovo jednu godinu dugu pauzu. Konačno se vratila u Helsinkiju, gdje se 2005. godine održavalo Svjetsko prvenstvo te je na utrci na 100 metara osvojila tek 8. mjesto (11.13 sekundi). No, uspjela je osvojiti brončanu medalju u drugoj utrci, štafeti 4 × 100 metara.
Na Europskom prvenstva u Göteborgu 2006. godine je bila šesta u finalu na 100 m, a osvojio je brončanu medalju u štafeti 4 × 100 m.
Na Olimpijskim igrama 2008. u Pekingu Nestarenko se natjecala na 100 m. U prvog kvalifikacijskog skupini zauzela je drugo mjesto iza Kim Gevaert s vremenom od 11,40 te se plasirala u sljedeći drugi krug. Tu je popravila svoj rezultat na 11.14 sekundi, završivši tek na četvrtom mjestu što je obično značilo kraj natjecanja. Međutim njezino vrijeme bio je najbrže gubitničko vrijeme i dovoljno da se kvalificirala u polufinale, u kojem je došla blizu finala i obrane svoje titule. Njezino vrijeme 11.26 je bilo dovoljno za peto mjesto u svojoj utrci, dok su prve četiri sportašice izborile finale. S bjeloruskom štafetom 4 × 100 m osvojila je deveto mjesto.

## Vanjske poveznice
- Profil Julije Nesterenko na IAAF.org